# Andreas Kuffner
Andreas Kuffner (* 11. März 1987 in Vilshofen an der Donau) ist ein ehemaliger deutscher Ruderer und u. a. 2012 Olympiasieger im Achter geworden. Heute ist er u. a. Unternehmer und systemischer Coach, Team- und Organisationsentwickler.

## Leben
Kuffner besuchte das Gymnasium Vilshofen und absolvierte ein Studium Wirtschaftsingenieurwesen. Nach der Beendigung seiner sportlichen Karriere war er beruflich zunächst angestellter Wirtschaftsingenieur und parallel selbstständig als Keynote-Speaker.
Seit 2019 ist er als vollständig selbstständiger Team- und Organisationscoach tätig. Zudem gründete er eine Initiative, mit der er Athletinnen und Athleten nach der sportlichen Karriere begleitet für mehr Klarheit in der Identität.

## Sportkarriere
Kuffner begann 2002 mit dem Rudersport beim Ruderclub Vilshofen 1913. Seit er an der Beuth Hochschule für Technik Berlin studiert, rudert er für den Berliner Ruder-Club, mit dessen Vereinsachter er 2009 seinen ersten deutschen Meistertitel erkämpfte. Im gleichen Jahr gewann er die Deutsche Meisterschaft im U23-Vierer, sowie bei den U23-Weltmeisterschaften die Bronzemedaille im Vierer ohne Steuermann. 2010 konnte der Berliner Ruderclub seinen Meistertitel im Achter verteidigen. 2010 trat Kuffner erstmals im Ruder-Weltcup in München im Vierer ohne Steuermann, sowie im Ruder-Weltcup in Luzern im Zweier ohne Steuermann an. Bei den Weltmeisterschaften 2010 in Neuseeland startete er zusammen mit Eric Johannesen im Zweier ohne Steuermann und belegte den fünften Platz. 2011 rückten Kuffner und Johannesen in den Deutschland-Achter auf, mit dem sie den deutschen Meistertitel und die Weltcupregatten in München und Luzern gewannen; dazwischen traten die beiden zusammen mit Richard Schmidt und Kristof Wilke beim Weltcup in Hamburg im Vierer ohne Steuermann an und gewannen auch in dieser Bootsklasse. Bei den Weltmeisterschaften in Bled siegte der Deutschland-Achter in der Besetzung Gregor Hauffe, Andreas Kuffner, Eric Johannesen, Maximilian Reinelt, Richard Schmidt, Lukas Müller, Florian Mennigen, Kristof Wilke und Steuermann Martin Sauer.
2012 gewann Kuffner die Deutsche Rangliste mit Eric Johannesen im Zweier ohne Steuermann. Zusammen mit dem Deutschland-Achter konnte er beide Weltcups gewinnen.
Bei den Olympischen Spielen 2012 krönte er die Siegesserie und gewann in London die Goldmedaille mit dem Deutschland-Achter.
Nach einer Wettkampfpause im Jahr 2013, in der er den Bachelor in Wirtschaftsingenieurwesen abschloss, kehrte Kuffner Ende 2013 zurück. Er kämpfte sich erneut in den Deutschland-Achter, mit dem er 2014 dann Europameister in Belgrad wurde, den Weltcup in Luzern gewann und schließlich Vizeweltmeister in Amsterdam wurde. 2015 startete Kuffner wieder nicht international. 2016 gewann er mit dem deutschen Achter den Europameistertitel sowie drei Monate später die Silbermedaille bei den Olympischen Spielen in Rio de Janeiro.
Für seine sportlichen Erfolge wurde Kuffner am 1. November 2016 von Bundespräsident Gauck mit dem Silbernen Lorbeerblatt ausgezeichnet.
Im Dezember 2016 beendete er seine Karriere.

## Erfolge
- 2009: 3. Platz bei der U-23 Weltmeisterschaft im Vierer ohne Steuermann
- 2010: 5. Platz bei den Weltmeisterschaften im Zweier ohne Steuermann
- 2011: Gesamtsieger beim Ruder-Weltcup in Achter
- 2011: Weltmeister im Achter
- 2012: Goldmedaille bei den Olympischen Spielen im Achter[4]
- 2014: Europameister im Achter
- 2014: Vizeweltmeister im Achter
- 2016: Europameister im Achter
- 2016: Silbermedaille bei den Olympischen Spielen im Achter